# Israel Weapon Industries
Israel Weapon Industries (IWI), anteriorment formava part de l'empresa Israel Military Industries (IMI), és un fabricant d'armes israelià. La compañia va ser fundada en 1933. Anteriorment era propietat de l'estat d'Israel, en 2005, el departament d'armes lleugeres de l'empresa IMI, va ser privatitzat i anomenat IWI. IWI és un dels fabricants d'armes militars més famosos, i amb un nombre més gran de vendes. IMI va tenir certa fama a nivell mundial en els anys 1950, quan va inventar el subfusell Uzi, del qual va fabricar 10 milions d'unitats, aconseguint milions de beneficis nets per la companyia. Altres exportacions ben conegudes de la compañia inclouen: la metralladora lleugera Negev, el rifle d'assalt Galil, el fusell d'assalt Tavor i el fusell de franctirador Dan. IWI desenvolupa i fabrica armes de foc usades per les forces armades i per les agències de policia de diversos països del món.